# Johan Christoff Finck
Johan Christoff Finck, bekend als J.C. von der Finck, (Amsterdam, 22 februari 1828 – aldaar, 14 maart 1902) was een Nederlands klarinettist. Hij was echter multi-instrumentalist want bespeelde ook hoorn en piano en was tevens dirigent en componist.
Hij was zoon van klarinettist/hoboïst en orkestleider Christyaan Finck (hij gaf concerten in de Zooölische tuinen) en Louise Christiana Schweinsberg. Johan was getrouwd met zangeres Anna Kleine, dochter van een klarinettist. Hun dochters Johanna Maria Finck (1857-1928) en Marie Johanna (1874-1961) werden getalenteerde pianisten. Het gezin was enige tijd woonachtig in de Kerkstraat en P.C. Hooftstraat. Hij werd begraven op de De Nieuwe Ooster.
Hij kreeg muzieklessen van zijn vader en de heer Philippus Christiani en werd klarinetvirtuoos. Aanvullende lessen volgden bij Joseph Halberstadt en Johannes van Bree (muziektheorie en piano). In 1847 was hij talentvol soloklarinettist uitmuntend in een Fantaisie voor klarinet geschreven door zijn vader en uit te voeren in Felix Meritis. Hij was van 1847 tot 1852 klarinettist in de schouwburgorkesten van Johann Eduard Stumpff. Zijn werkzaamheden verschoven langzaam naar het dirigentschap, eerst tijdens de zondagsconcerten van Erudition-Musica en later (van 1865 tot 1868) van het orkest van de Amsterdamse Schutterij, als opvolger van Nicolaus Josephus Potdevin. Dat orkest was de voorloper van het Paleisorkest van Johannes Meinardus Coenen. Al eerder had hij als opvolger van Van Bree het dirigentschap overgenomen van "Cecilia" en van "Sempre Crescendo", dat onder zijn leiding groeide en waarvan hij erelid werd. Met het laatste orkest, bestaande uit 25 amateurs gaf hij een uitvoering van de Symfonie nr. 5 van Ludwig van Beethoven. Ook trad hij met dat orkest op in de concertzaal van Odeon. In die tijd bracht hij ook een uitvoering van de ouverture uit Tannhäuser van Richard Wagner ten gehore. In 1874 werd hij directeur van Musis Sacrum (eveneens amateurs maar inclusief koor, dat na zijn dood werd overgenomen door Henri François Robert Brandts Buys) en was medeoprichter van een beroeps- en amateurgezelschap op het gebied van kamermuziek. Vanaf 1882 was hij vanwege ziekte alleen nog in staat om les te geven.
Van zijn hand kwam een beperkt aantal werken; Drei Lieder (O Kerh’ zu mich!, Einsam? Einsam?, Lieb’ und Leid) werd in 1859 uitgegeven door Th.J. Roothaan voor de prijs van 2 gulden. Het werd diverse keren herdrukt, zoals in 1926. Een Hommage aan J.B. van Bree, verscheen in 1860 eveneens bij de firma Roothaan; hij droeg deze fantasie voor piano op aan "Sa Majesté Sophie Reine de Pays-Bas", die hem beloonde met een zilveren inktstel. Verder kwam er een Feestmarsch ter gelegenheid van vijftig-jarig bestaan van Neerlands onafhankelijkheid uit te voeren op 16 november 1863 met tekst van Willem Jacobszoon Hofdijk (uitgegeven Rothaan 1863 en in het bezit van het Rijksmuseum). 